# 仙台市立立町小学校
仙台市立立町小学校（せんだいしりつ たちまちしょうがっこう）は、宮城県仙台市青葉区立町にある公立小学校である。

## 概要
仙台市において、初めて設立された小学校の1つであり、仙台城下・御譜代町に起源をもつ立町（たちまち）に位置する。130年以上の歴史を持つものの、近年は児童数の減少が著しい。

## 歴史
1873年（明治6年）7月7日、「（第七大学区第一中学区）第七番小学校」として、立町330番地に開校した。開校時の児童数は272名、仮教師3名であり、下級8級に編成され、読書、算術、習字の3教科が教授されていた。1876年（明治9年）から1879年（明治12年）までは、「啄玉小学校（たくぎょくしょうがっこう）」という校名で呼ばれていた。
1894年（明治27年）、元柳町（校地の跡地は西公園野球場→花見広場の一部）に新築移転。1949年（昭和24年）、従前の校地と西公園前交差点を挟んで斜向かいの立町70番地（現在地）に新築移転。
児童数は1907年（明治40年）以降 1,000名を越えるようになり、1944年（昭和19年）には歴史上最多となる1,918名に達した。戦後には、1960年代から1970年代までは、全校児童数1,000名前後で推移していたが、1980年代以降には漸次減少、1997年（平成9年）には500人を割り込み（489名）、2006年（平成18年）には300名を下回った（268名）。2009年（平成21年）度現在、全校児童数は、男子 119名、女子 129名、合計248名となっている。2021年の児童数は201人、10学級、教職員20人。

## 受賞など
- 1941年（昭和16年）11月 大東亜音楽コンクール 優勝[2]
- 1959年（昭和34年）11月 唱歌ラジオコンクール全国大会 第1位[2]
- 1965年（昭和40年）10月 NHK合奏コンクール 全国優良校[2]
- 1971年（昭和46年）10月 宮城県小中高音楽発表会（合奏） 最優秀賞[2]
- 1987年（昭和62年）9月 東北放送主催 『こども音楽コンクール仙台大会』 優秀賞[2]
- 1988年（昭和63年）11月 東北放送主催 『こども音楽コンクール仙台大会』 優秀賞[2]
- 1990年（平成2年）1月 研究論文 『学校教育における博物館利用学習』が教育公務員弘済会受賞[2]
- 1991年（平成3年）1月 東北放送主催 『こども音楽コンクール仙台大会』 優秀賞[2]
- 1997年（平成9年）8月 吹奏楽コンクール宮城県大会 金賞[2]
- 2003年（平成15年）11月 PTA優良賞表彰（文部科学大臣）[2]

## その他
立町小学校の卒業生には、『荒城の月』の作詞などで知られる詩人、英文学者である土井晩翠がおり、校内には土井の胸像があるほか、2003年（平成15年）9月9日には「土井晩翠校歌資料室」が設けられた。
現在の校歌も土井が作詞したものであり、「仰げば高し天守台 俯せば流れも広瀬川 桜が丘にとなり合う・・・」と、仙台城址、広瀬川、桜ヶ岡（西公園）という、立町の周辺環境を表した歌詞で始まる。
土井が転校してきた1880年（明治13年）当時の立町小学校には仙台師範学校を卒業した和田経重（後の漢詩人井土霊山）が訓導として奉職していた。